# Eutelsat 33E
Eutelsat 33E (vormals Hot Bird 13D, Eutelsat 3C, Hot Bird 10 und Atlantic Bird 4A) war ein kommerzieller geostationärer Kommunikationssatellit der Eutelsat.
Der Satellit war baugleich mit dem Hot Bird 8 (inzwischen Eutelsat Hot Bird 13B), der im August 2006 gestartet wurde, und Hot Bird 9 (inzwischen Eutelsat Hot Bird 13C), der im Dezember 2008 gestartet wurde. Die Auftragsvergabe an EADS Astrium erfolgte im Oktober 2006.

## Missionsverlauf
Der Satellit wurde von Eutelsat als Hot Bird 10 am 11. Februar 2009 um 22:09 UTC mit einer Trägerrakete des Typs Ariane 5 vom Raketenstartplatz Centre Spatial Guyanais (zusammen mit NSS-9, SPIRALE A und SPIRALE B) in eine Geostationäre Transferbahn gebracht. Unter der Bezeichnung Atlantic Bird 4A wurde er zuerst auf 7° West positioniert, bis er dort von Atlantic Bird 7 abgelöst wurde. Daraufhin wurde er in Eutelsat 3C umbenannt und neben Eutelsat 3A auf 3° Ost positioniert. Am 19. und 20. Juni 2013 übernahm Eutelsat 3D die Aufgaben von Eutelsat 3C, welcher auf die Hot Bird-Position 13° Ost verschoben wurde und dort am 4. Juli Eutelsat Hot Bird 13A ersetzte, der sich zu Eutelsat 8 West A, Eutelsat 7 West A, Nilesat 102 und Nilesat 201 auf 7 und 8° West gesellen soll. 2016 wurde er auf 33° Ost verschoben und in Eutelsat 33E umbenannt.
Im Oktober 2024 wurde der Satellit nach dem Ende seiner Lebensdauer in einen Friedhofsorbit versetzt.

## Empfang
Eutelsat 33E versorgte Europa, Nordafrika, den nahen Osten und Zentralasien mit digitalen TV- und Radioprogrammen im Satelliten-Direktempfang.
Mit der Ankunft auf 13° Ost wurde die Ausleuchtzone der anderen drei Hot Bird-Satelliten dort angepasst. Die meisten Hot Bird-Zuschauer stellten somit keinen Unterschied fest.
Auf 3° Ost hatte der Satellit eine Ost- und eine West-Ausleuchtzone, die sich allerdings nur geringfügig unterschieden. Beide konnten im deutschsprachigen Raum mit wenig Aufwand empfangen werden, allerdings schwerer als auf 13° Ost. Die West-Ausleuchtzone (10.950–11.200 MHz horizontal) wurde nur für Feeds genutzt, während die Ost-Ausleuchtzone (11.450–11.700 und 12.500–12.750 MHz) daneben auch reguläre Programme ausstrahlte, üblicherweise aus dem Nahen Osten und Nordafrika.